# Nevada Test and Training Range

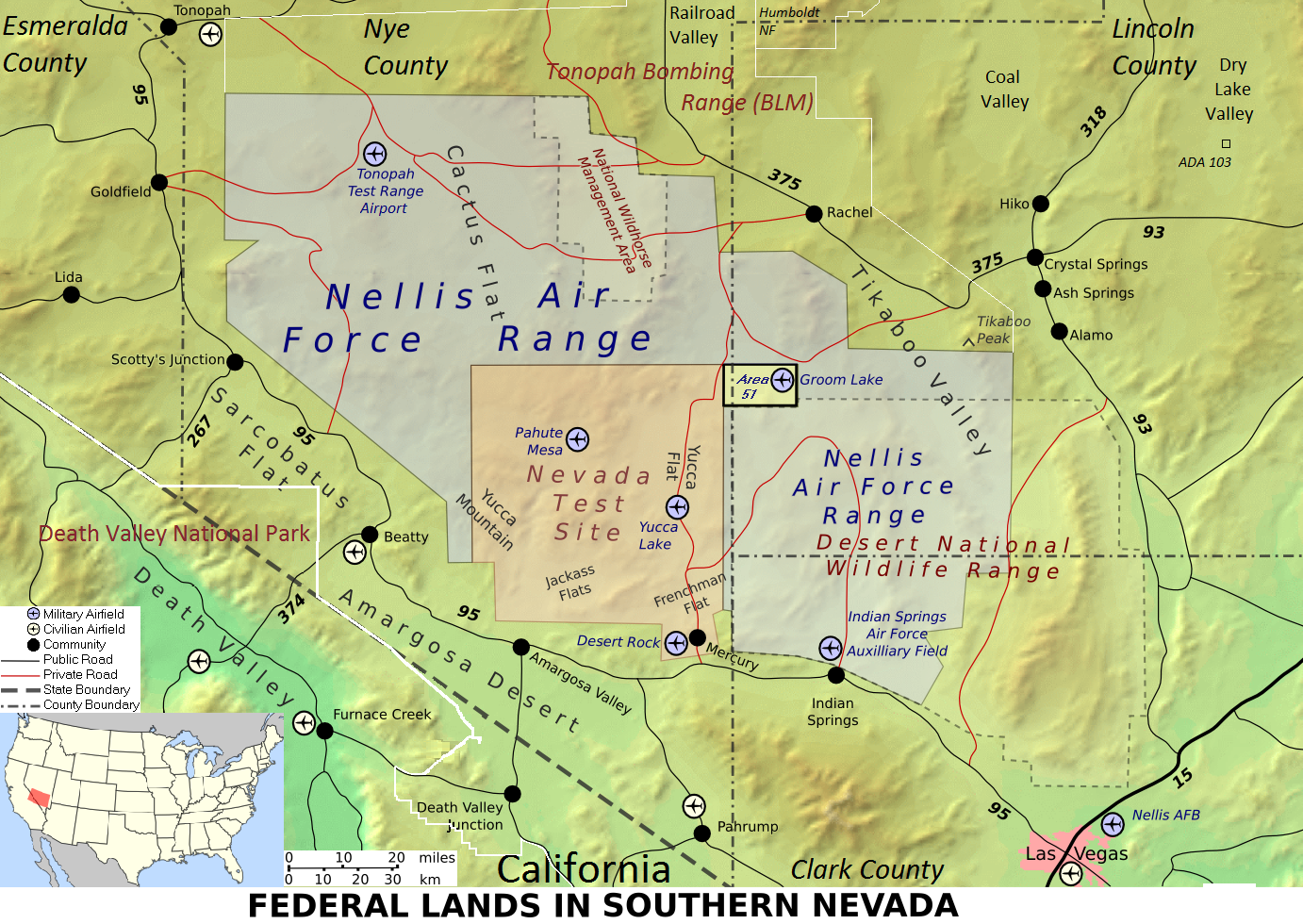
Mappa

Il Nevada Test and Training Range (NTTR) è un'unità dell'Air Combat Command, inquadrato nell'U.S.A.F. Warfare Center, responsabile dell'omonimo poligono militare situato nello stato del Nevada.

## Missione
L'organizzazione, in passato nota come 98th Range Wing, fornisce uno spazio flessibile, realistico e multidimensionale per condurre test per sviluppare nuove tattiche ed un addestramento avanzato alle forze armate americane. Fornisce inoltre supporto all'esercitazione Green Flag-West che si svolge presso il National Training Center e al Leach Lake Tactics Range, in California.
L'attività principale è il supporto alle forze armate per l'addestramento avanzato, lo sviluppo di tattiche e test sulla guerra elettronica. Il poligono è la sede delle esercitazioni Red Flag.

## Organizzazione
L'unità è attualmente suddivisa nei seguenti reparti:
- Director of Operations
- Mission Support Directorate
Il reparto è il responsabile della manutenzione e il supporto operativo all'interno del NTTR e in tre siti geograficamente separati, il Point Bravo Electronic Combat Range, il Tolicha Peak Electronic Combat Range e il Tonopah Electronic Combat Range. Fornisce inoltre un supporto operativo di base limitato alla Creech Air Force Base e al Tonopah Test Range. Supporta il 549th e 12th Combat Training Squadron alla conduzione dell'esercitazione Green Flag-West.
- Financial Management Directorate
- Safety Directorate
- Program Management Directorate
- Plans and Programs Directorate
- Range Support Directorate
- Information Protection Directorate
- Advanced Programs Directorate
- 25th Space Range Squadron